# Coliques
Coliques o Colques (llatí Cuclhas, Colichas o Colchas, grec Κόλχας, Κολίχας) fou un petit príncep d'Hispània que regnava sobre 28 ciutats dels turdetans o tartessos i va abastir a les tropes romanes d'Escipió, contra Magó i Àsdrubal Barca (206 aC) amb 3.000 homes a peu i 500 a cavall. A canvi dels seus serveis els romans li van engrandir els dominis, però el 197 aC es va revoltar i el van seguir 17 ciutats. La rebel·lió fou dominada per Marc Porci Cató Censorí el 195 aC.